# Robert Ri'chard
Robert Ri'chard, född 7 januari 1983 i Los Angeles, Kalifornien, är en amerikansk skådespelare.

## Diskografi

### Serier
- Hangin' with Mr. Cooper (1996) TV Avsnitt: "Breaking Up Is Hard to Do"... som Gary
- Nash Bridges (1) Avsnitt (1996): "Leo's Big Score"... som Leo
- Touched by an Angel (2) Avsnitt: "Band of Angels" (2001)... as Alex Wilson & "Sins of the Father (1996)... som Samuel Dixon
- In His Father's Shoes (aka Les Chaussures de mon père (Canada: French title)) TV Series (1997)... som Clay Crosby
- Jamie Foxx Show (2) Avsnitt (1998): "We Got No Game" & The Afterschool Special... som Bruce
- All That (1) Avsnitt (1999): All That's 100th episode Live!
- Cousin Skeeter TV Series (1998-2003)... som Bobby
- Once and Again (3)Avsnitt (2000): "Letting Go", "My Brilliant Career", & "Daddy's Girl"... som Jared
- Boston Public (1) Avsnitt (2001): "Chapter Fourteen"... som en okänd student
- My Wife and Kids (2) Avsnitt (2002): "Grassy Knoll" & Of Breasts and Basketball... som Tommy
- CSI: Miami (1) Episode (2005) 48 Hours to Life... as Tobey Hollins
- One on One (111) Avsnitt (2001-2006)... som Arnaz Ballard
- Eight Days a Week (TV-serie)... som Daniel "Sarge" Sargent
- Veronica Mars (4) Avsnitt (2006-2007): "Mars, Bars", '"Postgame Mortem", "Hi, Infidelity", & President Evil... som Mason

### Filmer
- Light It Up (1999)... som Zacharias 'Ziggy' Malone
- Alley Cats Strike (2000)... som Todd McLemore
- Who's Your Daddy? (film) (2003)... dom Murphy
- P.N.O.K. (2005)... som Private 'rank' Battle
- House of Wax (2005)... som Blake
- Coach Carter (2005)... som Damien Carter
- The Comebacks (2007)... som ACL Tare